# Trondhjémite
La trondhjémite est une roche magmatique intrusive leucocrate (de couleur claire). C'est une variété de tonalite dans laquelle le plagioclase se trouve essentiellement sous la forme d'oligoclase.
La trondhjémite est commune dans les terranes de l'Archéen, où on la trouve avec la tonalite et la granodiorite ; c'est la suite orthogneiss TTG (tonalite-trondhjémite-granodiorite). Les dykes de trondhjémite forment habituellement une partie du complexe de filon feuilleté d'une ophiolite.
Le nom de cette roche dérive de celui de la ville de Trondheim (anciennement appelée Trondhjem), en Norvège.